# Самі Капанен
Самі Ханну Антеро Капанен (фін. Sami Hannu Antero Kapanen; 14 червня 1973, м. Вантаа, Фінляндія) — фінський хокеїст, лівий нападник.
Вихованець хокейної школи КалПа (Куопіо). Виступав за клуби: КалПа (Куопіо), «Комета» (Брно), ГІФК (Гельсінкі), «Гартфорд Вейлерс», «Кароліна Гаррікейнс», «Філадельфія Флайєрс». 
У складі національної збірної Фінляндії учасник зимових Олімпійських ігор 1994, 1998 і 2002 (18 матчів, 2+3), учасник чемпіонатів світу 1994, 1995, 1996, 1998, 2001, 2009 і 2010 (56 матчів, 22+17), учасник Кубка світу 1996 (3 матчі, 0+1). У складі молодіжної збірної Фінляндії учасник чемпіонатів світу 1992 і 1993. У складі юніорської збірної Фінляндії учасник чемпіонату Європи 1991.
Батько: Ханну Капанен, брат: Кіммо Капанен, сини: Каспері Капанен, Конста Капанен, племінник: Олівер Капанен.
Досягнення
- Бронзовий призер зимових Олімпійських ігор (1994, 1998).
- Чемпіон світу (1995), срібний призер (1994, 1998, 2001)
- Фіналіст Кубка Стенлі (2002)
- Срібний призер чемпіонату Фінляндії (1991), бронзовий призер (2009)
- Учасник матчу всіх зірок НХЛ (2000, 2002).